# Vera Mendes
Vera Mendes este un oraș și o municipalitate din statul Piauí (PI), Brazilia.